# Club de Deportes Santiago Wanderers
O Club de Deportes Santiago Wanderers é um clube de futebol do Chile, da cidade de Valparaíso. Foi fundado em 15 de agosto de 1892 e participa do Campeonato Nacional da Primeira Divisão do Chile. Suas cores são verde e branco.

## História
De acordo com a versão oficial do clube, foi fundado em 15 de agosto de 1892, sendo a equipe profissional chilena em vigor mais antiga, por que é conhecido como o Decano do futebol chileno. Além disso, em 11 de janeiro de 2007, foi nomeado como Patrimônio Imaterial de Valparaíso, como uma forma de ratificar oficialmente o elo cultural que tem com o porto da cidade.
Apesar do seu lugar de origem, os fundadores decidiram preceder o nome de "Santiago" para diferenciar o clube de uma outra equipe que estava na cidade naquele tempo, Valparaíso Wanderers. Em várias ocasiões tem havido iniciativas que visam substituir "Santiago" por "Valparaíso" como uma forma de confirmar a ligação com a cidade. No entanto, a ideia tem levado a grande relutância por parte dos fãs e da liderança.
Iniciou formalmente a sua actividade futebolística em 1897, como parte da National Football Association, que se separou em 1899 para integrar a competição oficial da Football Association of Chile (Liga de Valparaíso desde 1926). Desta última só saiu em 1937 para formar parte da Asociación de Fútbol Profesional, retornando no ano seguinte.
Foi um dos membros fundadores da Asociación Profesional Porteña, onde permaneceu entre 1940 e 1943, jogando seus primeiros campeonatos profissionais. Durante ambos os períodos tinha 12 campeonatos locais (10 amadores e 2 profissionais).
Em 1944, Santiago Wanderers, finalmente, finalmente juntou-se aos torneios nacionais da Asociación Central de Fútbol (ANFP desde 1987), onde é o terceiro time com mais títulos da Primera División fora da cidade de Santiago, com três conquistas, superado apenas por Everton de Viña del Mar e Cobreloa da cidade de Calama.

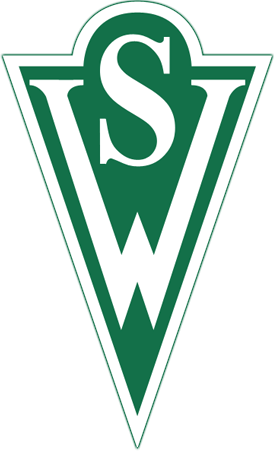
Antigo escudo

## Rivalidades
Seu tradicional rival é o Everton de Viña del Mar.

## Títulos
| NACIONAIS | NACIONAIS                       | NACIONAIS | NACIONAIS         |
|           | Competição                      | Títulos   | Temporadas        |
| --------- | ------------------------------- | --------- | ----------------- |
|           | Campeonato Chileno              | 3         | 1958, 1968 e 2001 |
|           | Copa Chile                      | 3         | 1959, 1961 e 2017 |
|           | Campeonato Chileno - 2ª divisão | 2         | 1978 e 1995       |

## Sedes e estádios

### Estadio Elías Figueroa
O clube manda seus jogos no Estádio Elías Figueroa Brander, que possui capacidade para 25.000 torcedores. Inaugurado em 25 de dezembro de 1931.